# Wilhelm von Leeb
Wilhelm Josef Franz Ritter von Leeb (Landsberg am Lech, 5 de setembro de 1876 – Füssen, 29 de abril de 1956) foi um marechal-de-campo alemão e considerado como criminoso de guerra após a Segunda Guerra Mundial. Durante a Operação Barbarossa — a invasão da União Soviética — Leeb comandou o Grupo de Exércitos Norte, o qual avançou pelos Países Bálticos em direcção a Leningrado, estabelecendo o cerco à cidade. As unidades militares sob o comando de von Leeb cometeram várias atrocidades contra a população civil e colaboraram de perto com os SS Einsatzgruppen, os esquadrões da morte, principais responsáveis pelas execuções dos judeus durante o Holocausto.
Leeb foi um dos beneficiários do esquema de corrupção dos oficiais superiores da Wehrmacht, recebendo pagamentos secretos e fora-da-lei ao longo de toda a guerra, e tendo recebido um pagamento de 250 000 Reichsmark em 1941 e uma propriedade avaliada em 638 000 Reichsmark em 1943. A seguir à guerra, Leeb foi julgado no Processo contra o Alto Comando, parte integrante dos Processos de Guerra de Nuremberga. Foi considerado culpado e condenado a três anos de prisão.

## Primeira Guerra Mundial
Wilhelm  Ritter von Leeb nasceu em 1876 em Landsberg am Lech. Entrou para o Exérctio da Baviera em 1895 e serviu na China durante da Revolta dos Boxers. Entre 1907 e 1913, frequentou a Academia de Guerra da Baviera e prestou serviço no Estado-Maior. No início da Primeira Guerra Mundial, Leeb voltou ao Exército bávaro. Esteve na Frente Oriental, onde se destacou na batalha de Gorlice-Tarnow, na captura da fortaleza de Przemyśl e na campanha na Sérvia. Em 1915, foi condecorado com a Ordem Militar de Maximiliano José, recebendo, assim, um título de nobreza; o sobrenome de Leeb passou a "Ritter von Leeb". Depois da guerra, continuou no Reichswehr, o exército da República de Weimar. Antes da subida ao poder de Adolf Hitler, Leeb comandou o distrito militar da Baviera.

## Segunda Guerra Mundial
Em Julho de 1938, Leeb recebeu o comando do 12.º Exército, o qual participou na invasão e ocupação da regiãos dos Sudetas. No Verão de 1939, Leeb passou a comandar o Grupo de Exércitos C e foi promovido a Generaloberst em 1 de Novembro de 1939. Leeb era contra os planos da ofensiva de 1940 via territórios neutrais como dos Países Baixos, tendo escrito: "O mundo inteiro vai virar-se contra a Alemanha, a qual, pela segunda vez em 25 anos, ataca a neutra Bélgica! A Alemanha, cujo governo prometeu e jurou solenemente a preservação e respeito por esta neutralidade apenas há algumas semanas". Durante aquela batalha, as suas tropas penetraram na Linha Maginot. Leeb foi promovido ao posto de marechal-de-campo durante a Cerimónia dos Marechais-de-Campo de 1940 tendo sido condecorado com a Cruz de Cavaleiro da Cruz de Ferro.

## Julgamento e condenação

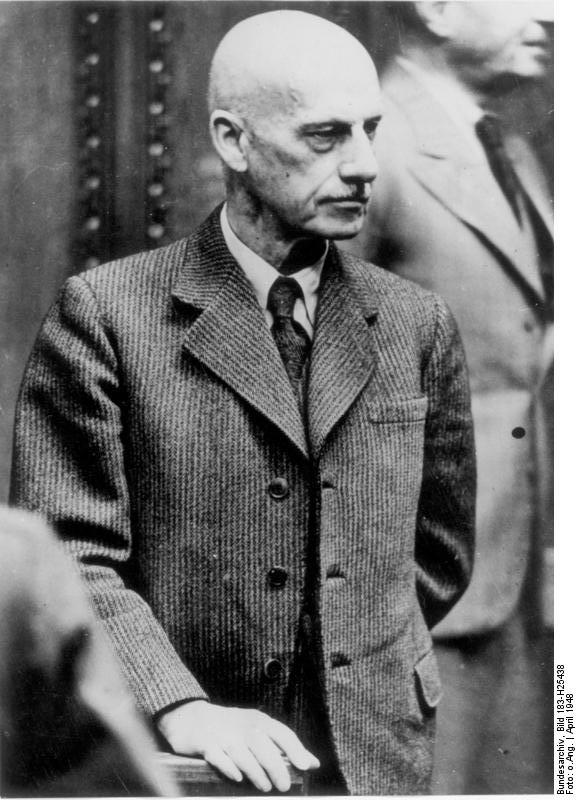
Leeb durante o Processo contra o Alto Comando

Leeb foi julgado pelos tribunal militar Estados Unidos em Nuremberga no Processo contra o Alto Comando. O advogado de defesa de Leeb, Hans Laternser, agiu como o conselheiro de defesa principal de-facto, muitas vezes representando terceiros em questões de procedimentos. Laternser defendeu a "decência" geral de Leeb, o qual, segundo o ele, mostrou respeito pelas leis da guerra.
A defesa atribuiu as acções do militar alemão contra os civis, reféns e partisans às condições da batalha e às necessidades militares. Em relação às ordens criminosas que Leeb e outros réus eram acusados, Laternser afirmou que Leeb era um soldado que nunca tinha visto nem transmitido aquelas ordens, e não teve oportunidade de as contra-ordenar. Também defendeu que Leeb não tinha qualquer conhecimento das actividades dos Einsatzgruppen na sua área de comando, e não tinha jurisdição para as parar se tivesse conhecimento.
Por ser o oficial superior mais antigo no julgamento, Leeb apresentou uma declaração final em nome de todos os réus. Declarou que os acusados nunca violaram os seus princípios militares e descreveu-os como sendo vítimas da história, dizendo que "Nenhum soldado em todo o mundo já lutou sob aquela pressão e tragédia". A sua declaração foi, de alguma forma, uma previsão para o tipo de narrativa de vitimização que prevaleceu na Alemanha Oriental nas décadas de 1950 1960.
Leeb foi considerado culpado de uma de quatro acusações; foi condenado de transmitir a Ordem de Jurisdição Barbarossa e da sua aplicação criminosa pelas suas unidades subordinadas. Foi sentenciado ao tempo servido e libertado depois do julgamento. A pena foi mais leve do que a de outros réus; o julgamento observou que "nenhuma ordem criminal foi introduzida [em evidência] que tenha sua assinatura ou selo de aprovação". Leeb morreu  de ataque cardíaco em 1956.